# Crash du vol Bruxelles-Londres (1948)
Ne doit pas être confondu avec Crash du vol Bruxelles-Londres (1935).
Le crash du vol Bruxelles-Londres de 1948 désigne un accident aérien survenu le 2 mars 1948 près de l'aéroport de Londres-Heathrow, en Angleterre, lorsqu'un Douglas DC-3 de la compagnie aérienne belge Sabena immatriculé OO-AWH, en provenance de l'aéroport de Bruxelles-National s'écrasa lors de la phase d’atterrissage.
L'appareil transportait 22 personnes dont 3 membres d'équipage. Seuls 2 passagers survécurent.
Ce fut l'un des trois crashs mortels que connut la Sabena lors de l'année 1948, avec celui du vol Léopoldville-Bruxelles le 12 mai et celui du vol Manono-Elizabethville le 31 aout.